# 久留木玲
久留木玲（日语：久留木 玲，1999年12月12日—），日本AV女優。宮城縣出身。所屬事務所是T-POWERS。

## 簡歷
2019年7月11日以SOD的內部企劃「青春時代」的專屬女優身分出道。直到2020年2月發行的第7部作品前都作為企劃單體女優在作品中演出。
2020年4月在Fanicon上建立官方粉絲俱樂部「くるるんといっしょ」。
2020年6月在Twitch上建立頻道。在FANZA發表的2020年年度AV女優排行榜中獲得第9名。

## 人物
喜歡的電影是終極追殺令。喜歡的歌手是「Muse」。學生時代曾當過足球隊的經理。

## 外部連結
- 久留木玲的X（前Twitter）
- 久留木玲的Instagram帳戶
- 久留木玲的TwitCasting账户
- 久留木玲的Twitch频道
- くるるんといっしょ - 久留木玲のファンコミュニティ （页面存档备份，存于） - Fanicon（官方粉絲俱樂部）
- 合同会社ひとつなぎ （页面存档备份，存于）